# Esmolfe
Esmolfe is een plaats (freguesia) in de Portugese gemeente Penalva do Castelo en telt 485 inwoners (2001).